# Siniša Kovačević
Siniša Kovačević, né le 11 mai 1978, à Banja Luka, en République socialiste de Bosnie-Herzégovine, est un joueur bosnien de basket-ball. Il évolue au poste d'arrière.

## Palmarès
- Coupe de Bosnie-Herzégovine 2005